# Droga wojewódzka 880
Die Droga wojewódzka 880 (DW 880) ist eine 17 Kilometer lange Droga wojewódzka (Woiwodschaftsstraße) in der polnischen Woiwodschaft Karpatenvorland, die Jarosław mit Pruchnik verbindet. Die Strecke liegt im Powiat Jarosławski.

## Streckenverlauf
Woiwodschaft Karpatenvorland, Powiat Jarosławski
-  Jarosław (Jaroslau) (A 4, DK 77, DK 94, DW 865, DW 870)
- Pawłosiów
- Jankowice
- Roźwienica
- Bystrowice
- Tyniowice
-  Pruchnik (DW 881)